# Ана Тасинопулу
Ана Стилиану Тасинопулу (на гръцки: Άννα Στυλιανού Τασινοπούλου) e гръцка просветна деятелка и революционерка от Македония.

## Биография
Родена е в 1882 година в Кожани. По препоръка на гревенския митрополит е назначена за учителка във влашкото село Периволи, като през лятото обикаля с влашките номади и учи децата. В Гревенско подпомага капитан Зисис Верос в борбата му с румънската пропаганда и българщината.